# سواهلونتو
سواهلونتو (بالإنجليزية: Sawahlunto)‏ هي مدينة تقع في إندونيسيا في سومطرة الغربية. يقدر عدد سكانها بـ 59,821 نسمة ومساحتها 275.86 كم2 .